# جيل ماري لانديس
جيل ماري لانديس (بالإنجليزية: Jill Marie Landis)‏ (8 نوفمبر 1948، كلينتون في الولايات المتحدة)؛ كاتِبة وروائية أمريكية.